# Castillo de Mitilene
El Castillo de Mitilene (en griego: Κάστρο Μυτιλήνης, romanizado: Kástro Mytilínis  o Fortaleza de Mitilene  (en griego: Κάστρο της Μυτιλήνης, romanizado: Kastro tis Mitilinis) se encuentra en Mitilene, en la isla de Lesbos, Egeo septentrional, Grecia. El primer castillo en el sitio pudo haber sido erigido durante la época de Justiniano I (que gobernó en el período 527-565). Se conservan pocos restos de la época bizantina.

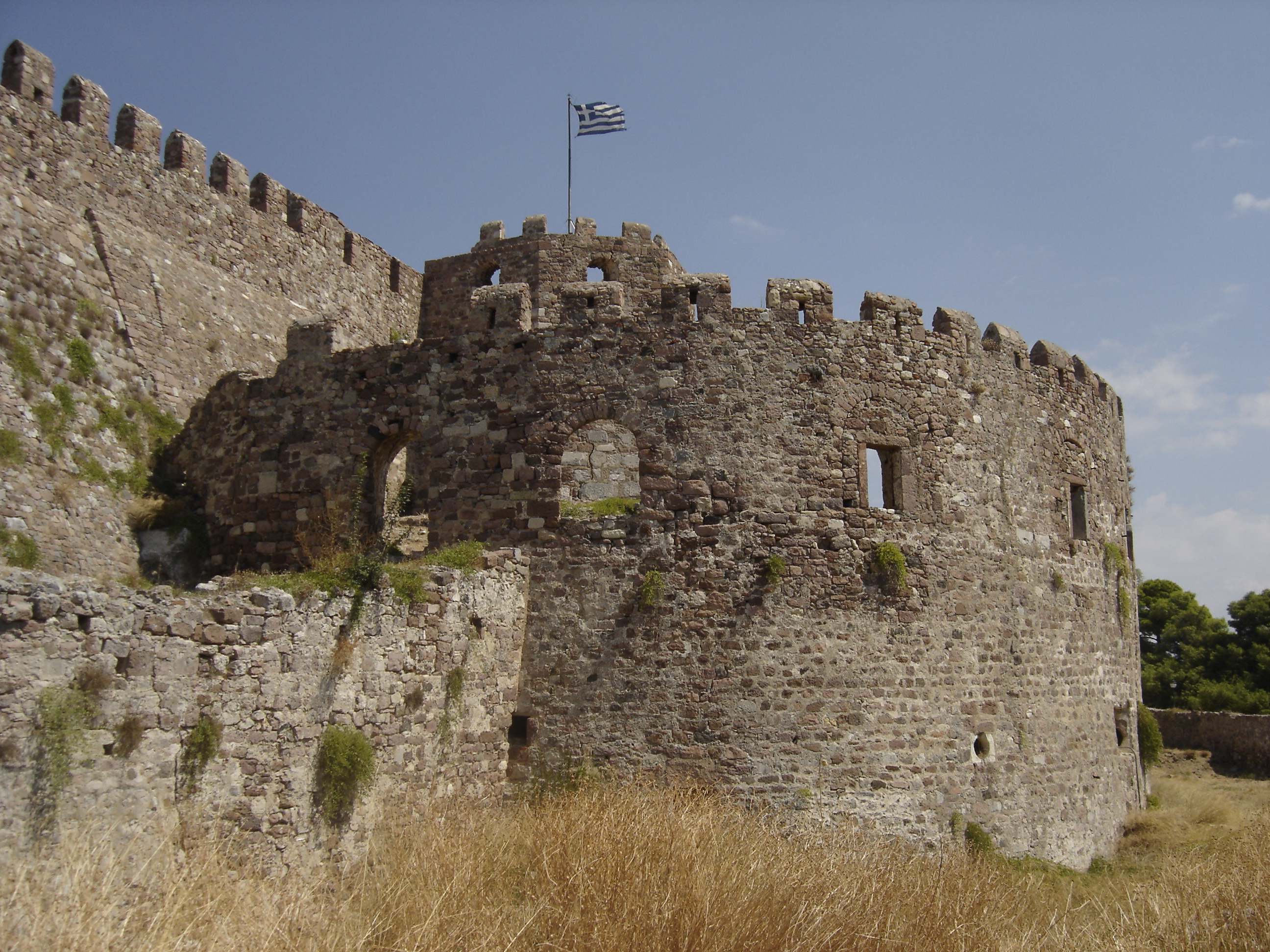
El castillo.

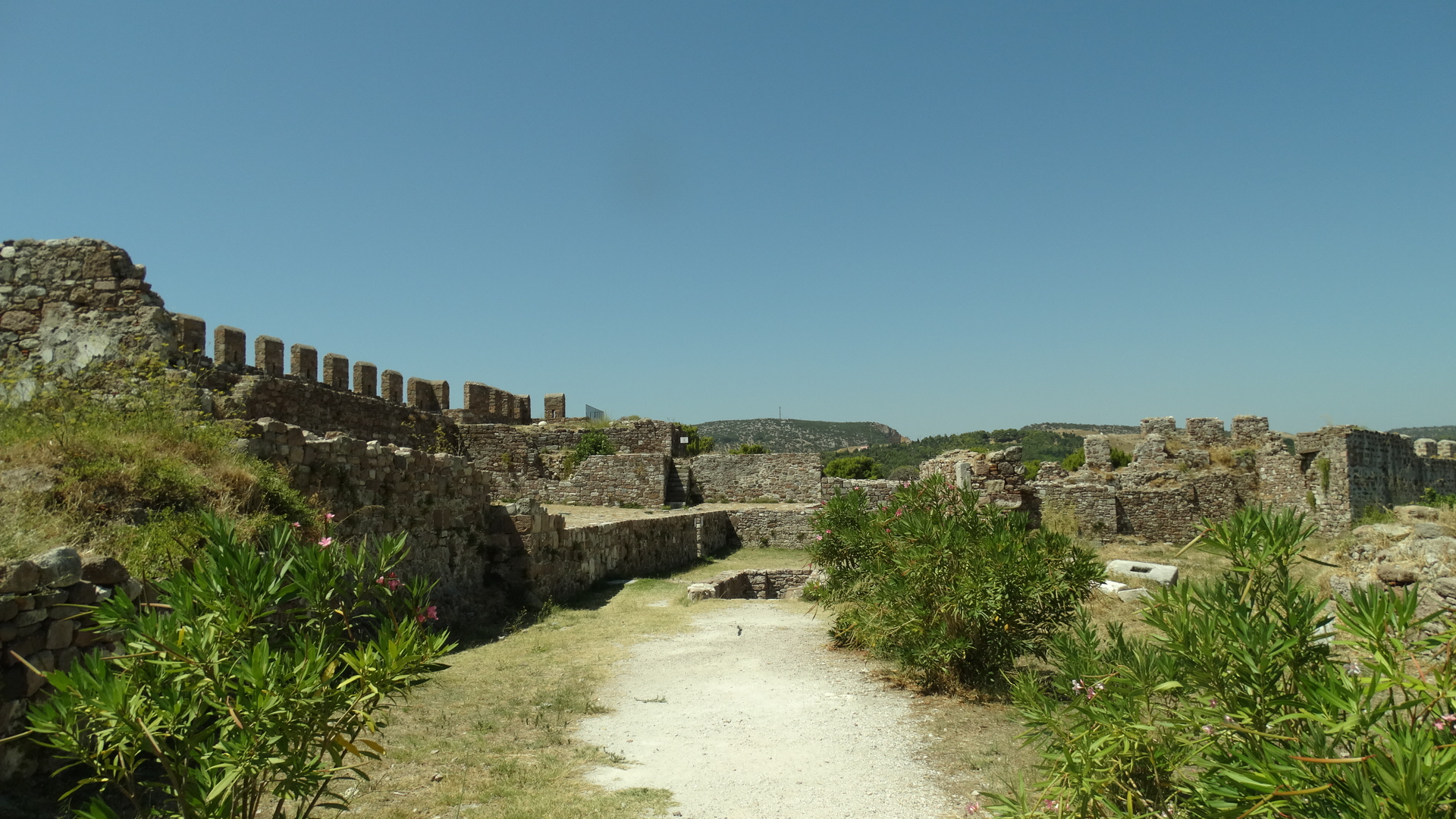
El castillo.

En 1355 el castillo, así como toda la isla de Lesbos, pasó a manos de la República de Génova de la familia Gattilusio, cuando el emperador Juan V Paleólogo se lo dio como dote a su hermana María Paleólogo), con la que se casó Francesco Gattilusio. El castillo fue restaurado en 1373. Sin embargo, ya en 1384 sufrió graves daños a causa de un terremoto. Fue reconstruido y reforzado en el siglo XV. La familia Gattilusio gobernó hasta 1462.
En septiembre de 1462, el Imperio otomano tomó la ciudad. El castillo sufrió grandes daños durante la guerra turco-veneciana de 1499-1504, y fue restaurado posteriormente. El castillo también fue renovado, ampliado o modernizado por los turcos entre 1643 y 1644, 1756 y 1765-1766. En el siglo XIX, el castillo seguía siendo el emplazamiento de la guarnición turca de la ciudad. La zona estuvo habitada hasta mediados del siglo XX. El castillo se restauró como monumento en la década de 1970.
El castillo del siglo VI pudo haber sido construido en la cima de una fortaleza ya existente. A finales de la Edad Media, el castillo fue la residencia de Francisco I Gattilusio y sus sucesores, especialmente la torre que hoy se conoce como la Torre de la Reina. También hay fuerte evidencia de que la acrópolis original en el sitio puede haber incluido el santuario de Deméter, Kore y Cibeles.

## Descripción
Está situado en una colina de una península al noreste de la ciudad de Mitilene, en su punto más alto. La colina era una isla en la antigüedad y aún lo era, al menos a principios de la Edad Media. El castillo ocupa una superficie de unas seis hectáreas, lo que lo convierte en uno de los más grandes del Mediterráneo. Está dividido en tres partes: el castillo superior, en el punto más alto de la colina; el castillo central, construido por la familia Gattilusio; y el castillo inferior, añadido por los turcos. Muchos de los edificios restantes o sus ruinas son de origen turco.

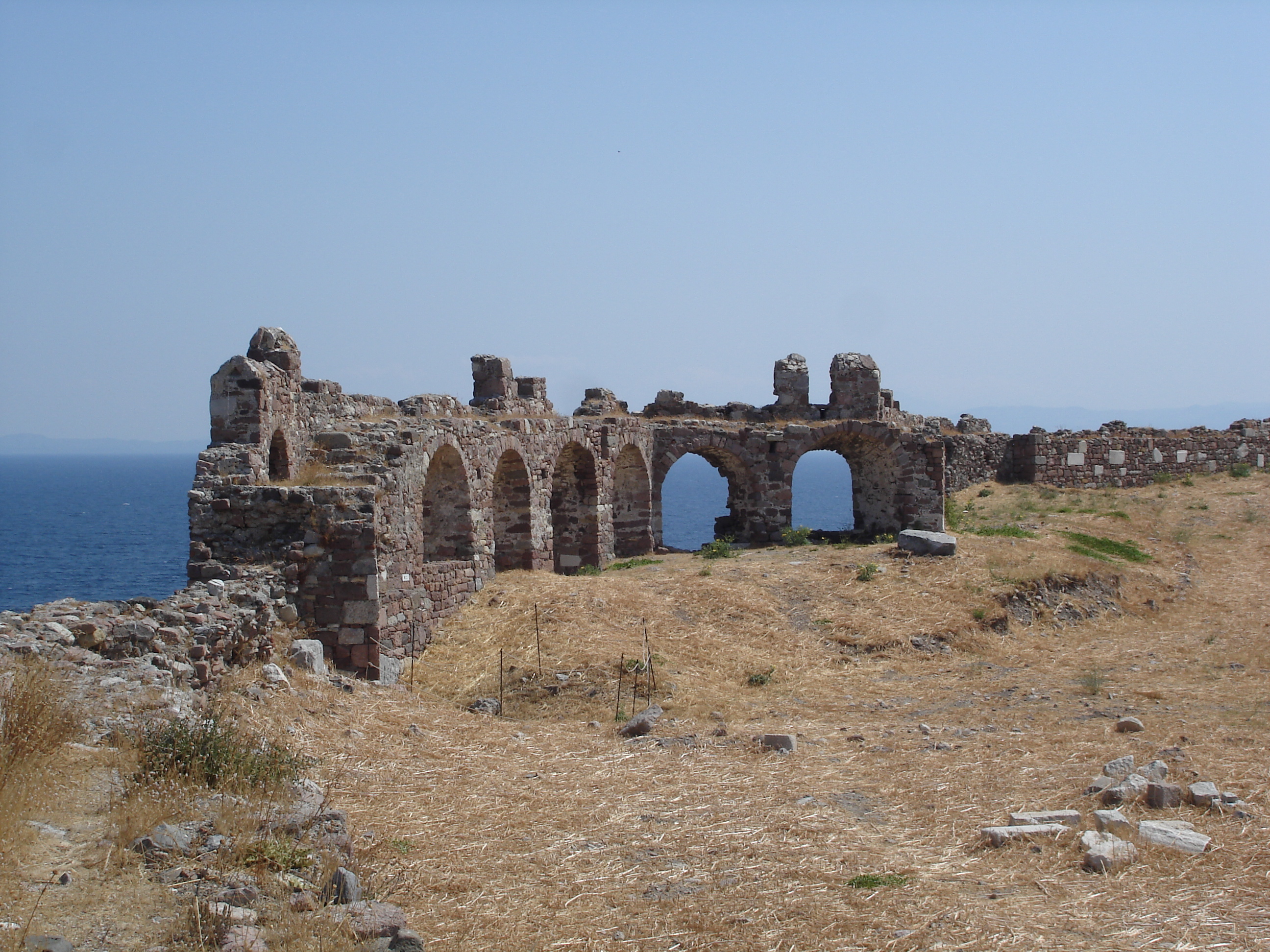
El castillo.

La entrada al nivel superior se realiza a través de una puerta doble en el lado sur. En su interior se encuentra, entre otras cosas, una mezquita, que fue el emplazamiento de la iglesia de San Juan en época genovesa. La entrada al castillo central se realiza por la segunda puerta. En su interior se encontraban, entre otras cosas, la madrasa o escuela y el hamán.  Otros edificios son un polvorín, un hospital militar y un gran depósito de agua. El castillo inferior, en particular, protegía la entrada más septentrional del castillo.
Entre los hallazgos antiguos de la colina destacan los restos de los santuarios de Deméter, Perséfone y Cibeles, cerca de la mezquita.